# Artjom Wassiljewitsch Jarsutkin
Artjom Wassiljewitsch Jarsutkin (russisch Артём Васи́льевич Ярзу́ткин, englische Transkription Artem Yarzutkin, * 20. Mai 1996 in Obninsk) ist ein russischer Beachvolleyballspieler.

## Karriere
Jarsutkin erreichte 2013 mit Oleg Stojanowski bei der U19-Weltmeisterschaft in Porto den neunten Rang. Anschließend wurden Stojanowski/Jarsutkin in Maladsetschna im Finale gegen die Österreicher Buchegger/Pristauz Europameister der U18. 2014 nahmen sie beim Grand Slam in Moskau erstmals an einem Turnier der FIVB World Tour teil und belegten den 17. Rang. Bei den Weltmeisterschaften der U21 in Larnaka und der U19 in Porto wurden sie jeweils Fünfte. Bei den Olympischen Jugendspielen in Nanjing gewannen sie die Goldmedaille. 2015 spielten sie die Open-Turnier in Fuzhou und Luzern sowie den Moskauer Grand Slam. Bei der Weltmeisterschaft in den Niederlanden kamen sie als Gruppendritte in die erste K.-o.-Runde und mussten sich den späteren Finalisten Nummerdor/Varenhorst geschlagen geben, so dass sie das Turnier auf dem 17. Platz beendeten. Bei der U22-EM in Macedo de Cavaleiros kamen sie nicht über den 25. Platz hinaus. Mit Maxim Siwolap wurde Jarsutkin Fünfter der U20-EM in Larnaka. Bei den Sotschi Open schafften Stojanowski/Jarsutkin mit dem fünften Rang ihr erstes Top-Ten-Ergebnis auf der World Tour und in Antalya wurden sie Neunte.
Zum Jahresbeginn 2016 erreichten sie das Finale der Kisch Open gegen das katarische Duo Jefferson/Cherif. Nach zwei schlechteren Ergebnissen in Brasilien wurden sie in Doha Neunte. Bei der U21-WM in Luzern kamen sie auf den fünften Platz. Bei der Europameisterschaft 2016 in Biel/Bienne unterlagen sie als Gruppendritte im ersten K.-o.-Spiel den Letten Samoilovs/Šmēdiņš. Auf der World Tour gab es anschließend mit dem fünften Platz beim Major in Klagenfurt und dem neunten Rang in Long Beach noch zwei Top-Ten-Ergebnisse. Auch beim CEV-Masters in Jūrmala wurden Stojanowski/Jarsutkin Fünfte. 2017 begannen sie mit einem 17. Platz in Fort Lauderdale. Bei den Drei-Sterne-Turnieren in Kisch, Xiamen und Moskau wurden sie Dritte, Neunte und wieder Dritte. In Baden gewannen sie im Finale gegen die Norweger Bernsten/Mol die U22-Europameisterschaft. An gleicher Stelle erreichten sie eine Woche später beim CEV-Masters den 13. Rang. Auf der World Tour verpassten sie als Vierte in Poreč knapp die Medaillenränge. Nach Platz 17 bei der WM in Wien und Platz neun bei der EM in Jūrmala trennten sich die beiden Russen.
Von 2018 bis 2019 war Maxim Siwolap Jarsutkins Partner.